# Бам
Бам (перс. بم — Bam) — місто на південному сході Ірану в провінції Керман. Населення — 91 тис. Жителів (2005). Залізнична станція на лінії Тегеран — Бам. Будується залізниця на Захедан.

## Історія
Місто розташоване на висоті близько 1100 м над рівнем моря навколо стародавньої фортеці Арг-і Бам (перс. ارگ بم — Arge Bam) на Великому шовковому шляху.
26 грудня 2003 Бам пережив руйнівний землетрус (6,6 балів), який забрав життя більше 26 тисяч містян і зруйнував більшу частину глиняних будівель історичного міста. Уряд Ірану реалізував програму відновлення міста.
В результаті землетрусу була частково зруйнована фортеця, в 2004 році вона була включена до Списку всесвітньої спадщини та знаходилась під загрозою зникнення (з цього списку об'єкт виключений в 2013 році).

### Арг-е Бам
Ймовірно міська цитадель була заснована більше 2500 років тому. Є одною з найбільших глиняних споруд у світі. Площа — близько 180 тисяч м², стіни 6-7 м заввишки і довжиною близько 1815 м. Землетрус зруйнував до 80 % споруди. Проводяться відновлювальні роботи, за фінансової та технічної підтримки Японії, Франції та Італії. Фортецю Арг-е Бам занесено до списку Світової спадщини ЮНЕСКО.